# Ateuchus simplex
Ateuchus simplex är en skalbaggsart som beskrevs av Amédée Louis Michel Lepeletier och Jean Guillaume Audinet Serville 1828. Ateuchus simplex ingår i släktet Ateuchus och familjen bladhorningar. Inga underarter finns listade.